# Jean Castex
Jean Castex (* 25. června 1965 Vic Fezensac, Francie) je francouzský politik a státní úředník. Byl členem Unie pro lidové hnutí (UMP) a později Les Républicains (LR), od roku 2008 do roku 2020 byl starostou obce Prades v Pyrénées-Orientales, v letech 2011–2012 zástupcem generálního tajemníka prezidentské kanceláře, od roku 2010 do roku 2015 regionálním rádcem pro region Languedoc-Roussillon a od roku 2015 je radním departementu Pyrénées-Orientales. V roce 2020 byl zodpovědný za koordinaci postupného uvolňování karantény v souvislosti s pandemií covidu-19 ve Francii. Mezi roky 2020 a 2022 byl francouzským premiérem.

## Život

### Rodinný a soukromý život
Jean Castex je vnuk Marca Castexe, bývalého senátora departementu Gers a starosty Vic-Fezensacu, kde se narodil. Jeho otec Claude Castex je učitel. Od svých pěti let navštěvoval ze zdravotních důvodů kvůli astmatickým problémům hory v Pyrénées-Orientales a poté se sem pravidelně vracel. Zde se také setkal se svou budoucí manželkou. Je ženatý s Sandrou Ribelaygueovou a otcem čtyř dcer. Mluví také katalánsky.

### Vzdělání a pracovní zkušenosti
Po maturitě v roce 1982 pokračoval ve studiích na univerzitě v Toulouse, kde získal bakalářský titul z historie. Následně v roce 1986 vystudoval pařížský Institut d'études politiques de Paris a v roce 1987 získal magisterský titul v oboru veřejného práva. V roce 1989 byl přijat na École nationale d'administration (ENA). Po odchodu z ENA v roce 1991 nastoupil do Účetního dvora jako auditor, pak působil jako poradce pro referendum v roce 1994 a hlavní poradce v roce 2008. V roce 1996 byl jmenován ředitelem zdravotnictví a sociálních věcí v departementu Var, poté v letech 1999–2001 zastával post generálního tajemníka prefektury ve Vaucluse a následně byl v letech 2001–2005 předsedou Regionální komory účtů Alsaska.

### Politické působení
Od roku 2005 do roku 2006 byl ředitelem hospitalizace a organizace péče na ministerstvu solidarity a sociální soudržnosti, kde se podílel na zavádění koncepce cílů v nemocnici a úsporách nákladů. Od roku 2006 do roku 2007 byl ředitelem kabinetu pro Xaviera Bertranda na ministerstvu zdravotnictví, poté na ministerstvu práce od roku 2007 do roku 2008. V březnu 2008 byl zvolen starostou Prades za stranu UMP, v březnu 2010 se pak stal regionálním rádcem (obdoba českého hejtmana) v Languedoc-Roussillon poté, co vedl koalici UMP-NC v Pyrénées-Orientales; tuto funkci zastával do roku 2015.
V listopadu 2010 nahradil Raymonda Soubieho jako poradce pro sociální věci v kanceláři prezidenta Nicolase Sarkozyho. Dne 28. února 2011 byl jmenován zástupcem generálního tajemníka Elysejského paláce; tuto funkci zastával do konce mandátu prezidenta Sarkozyho, tj. do 15. května 2012.
Jako kandidát 3. volebního obvodu v Pyrénées-Orientales byl během parlamentních voleb v roce 2012 poražen kandidátkou PS Ségolène Neuville. Na podzimním kongresu strany UMP podpořil kandidaturu Françoise Fillona na předsednictví UMP. V březnu 2015 byl zvolen oblastním radním v kantonu Katalánských Pyrenejí v tandemu s Hélène Josende.
V září 2017 byl jmenován meziministerským delegátem pro letní olympijské hry 2024. Dne 24. ledna 2018 byl také jmenován meziministerským delegátem pro významné sportovní akce. Od 20. dubna 2019 je prezidentem Národní sportovní agentury, vytvořené vyhláškou zveřejněnou ve stejný den.
V komunálních volbách roku 2020 byl v prvním kole znovu zvolen a získal 76 % hlasů, poté byl 23. května 2020 znovu jmenován obecním zastupitelem, a to 25 hlasy z 29.
Dne 2. dubna 2020 byl pověřen premiérem Édouardem Philippem koordinovat práci vlády ohledně postupného uvolňování karantény ve Francii, vyhlášené kvůli pandemii covidu-19. Dne 3. července 2020 byl po rezignaci druhé vlády Édouarda Philippa prezidentem Emmanuelem Macronem jmenován předsedou vlády. Ve stejný den opustil stranu Les Républicains. Na radnici v Prades byl dočasně nahrazen svým náměstkem Yvesem Delcorem.